# كورت سميث (لاعب كرة قدم أمريكية)
كورت سميث (بالإنجليزية: Kurt Smith)‏ هو لاعب كرة قدم أمريكية أمريكي، ولد في 9 يناير 1983 في ممفيس في الولايات المتحدة.